# Rohaire
Rohaire é uma comuna francesa na região administrativa do Centro, no departamento Eure-et-Loir. Estende-se por uma área de 10 km². Em 2010 a comuna tinha 130 habitantes (densidade: 13 hab./km²).